# Élections législatives de 1978 dans l'Ain
Les élections législatives françaises de 1978 se déroulent les 12 et 19 mars 1978. Dans le département de l'Ain, trois députés sont à élire dans le cadre de trois circonscriptions.

## Élus
| Circonscription | Député sortant                               | Parti | Parti | Député élu ou réélu   | Parti | Parti    |
| --------------- | -------------------------------------------- | ----- | ----- | --------------------- | ----- | -------- |
| 1re             | Paul Barberot                                |       | CDS   | Jacques Boyon         |       | RPR      |
| 2e              | Michel Carrier suppléant de Marcel Anthonioz |       | RI    | Charles Millon        |       | UDF (PR) |
| 3e              | Guy de La Verpillière                        |       | RI    | Guy de La Verpillière |       | UDF (PR) |

## Résultats

### Résultats à l'échelle du département
| Parti          | Parti                              | Premier tour | Premier tour | Second tour | Second tour | Sièges |
| Parti          | Parti                              | Voix         | %            | Voix        | %           | Sièges |
| -------------- | ---------------------------------- | ------------ | ------------ | ----------- | ----------- | ------ |
|                | Union pour la démocratie française | 68 250       | 34,59        | 76 453      | 37,22       | 2      |
|                | Rassemblement pour la République   | 27 043       | 13,71        | 36 499      | 17,77       | 1      |
|                | Divers droite                      | 5 076        | 2,57         |             |             | 0      |
|                | Majorité présidentielle            | 100 369      | 50,87        | 112 952     | 54,99       | 3      |
|                |                                    |              |              |             |             |        |
|                | Parti communiste français          | 32 695       | 16,57        | 29 173      | 14,20       | 0      |
|                | Parti socialiste                   | 31 704       | 16,07        | 33 304      | 26,22       | 0      |
|                | Mouvement des radicaux de gauche   | 16 151       | 8,19         | 29 960      | 14,59       | 0      |
|                | Union de la gauche                 | 80 550       | 40,82        | 92 437      | 45,01       | 0      |
|                |                                    |              |              |             |             |        |
|                | Écologie 78                        | 7 902        | 4,00         |             |             | 0      |
|                | Extrême gauche                     | 4 864        | 2,47         | 0           |             |        |
|                | Parti socialiste unifié            | 3 633        | 1,84         | 0           |             |        |
|                |                                    |              |              |             |             |        |
| Inscrits       | Inscrits                           | 248 200      | 100,00       | 248 374     | 100,00      | 3      |
| Abstentions    | Abstentions                        | 47 291       | 19,05        | 38 930      | 15,67       |        |
| Votants        | Votants                            | 200 909      | 80,95        | 209 444     | 84,33       |        |
| Blancs et nuls | Blancs et nuls                     | 3 591        | 1,79         | 4 055       | 1,94        |        |
| Exprimés       | Exprimés                           | 197 318      | 98,21        | 205 389     | 98,06       |        |

### Résultats par circonscription

#### Première circonscription (Bourg-en-Bresse)
| Candidat       | Candidat              | Parti          | Premier tour | Premier tour | Second tour | Second tour |  |
| Candidat       | Candidat              | Parti          | Voix         | %            | Voix        | %           |  |
| -------------- | --------------------- | -------------- | ------------ | ------------ | ----------- | ----------- |  |
|                | Louis Robin           | PS             | 18 769       | 28,54        | 33 304      | 47,71       |  |
|                | Jacques Boyon élu     | RPR            | 17 256       | 26,24        | 36 499      | 52,29       |  |
|                | Paul Barberot sortant | UDF (CDS)      | 14 499       | 22,05        | Retrait     | Retrait     |  |
|                | Marcel Benoit         | PCF            | 8 679        | 13,2         |             |             |  |
|                | Marie-Rose Maupoint   | PSU (FA)       | 2 340        | 3,56         |             |             |  |
|                | Jean-Pierre Dayet     | Divers droite  | 2 211        | 3,36         |             |             |  |
|                | Jean-Francois Mortel  | LCR            | 1 302        | 1,98         |             |             |  |
|                | Jean-Pierre Cotton    | UOPDP          | 706          | 1,07         |             |             |  |
|                |                       |                |              |              |             |             |  |
| Inscrits       | Inscrits              | Inscrits       | 84 153       | 100,00       | 84 304      | 100,00      |  |
| Abstentions    | Abstentions           | Abstentions    | 17 217       | 20,46        | 13 463      | 15,97       |  |
| Votants        | Votants               | Votants        | 66 936       | 79,54        | 70 841      | 84,03       |  |
| Blancs et nuls | Blancs et nuls        | Blancs et nuls | 1 174        | 1,75         | 1 038       | 1,47        |  |
| Exprimés       | Exprimés              | Exprimés       | 65 762       | 98,25        | 69 803      | 98,53       |  |

#### Deuxième circonscription  (Gex - Nantua)
| Candidat       | Candidat              | Parti          | Premier tour | Premier tour | Second tour | Second tour |  |
| Candidat       | Candidat              | Parti          | Voix         | %            | Voix        | %           |  |
| -------------- | --------------------- | -------------- | ------------ | ------------ | ----------- | ----------- |  |
|                | Charles Millon élu    | UDF (PR)       | 25 667       | 36,77        | 42 166      | 59,11       |  |
|                | Guy Chavanne          | PCF            | 15 127       | 21,67        | 29 173      | 40,89       |  |
|                | Robert Mériaudeau     | PS             | 12 935       | 18,53        | Retrait     | Retrait     |  |
|                | Lucien Guichon        | RPR            | 9 787        | 14,02        |             |             |  |
|                | Alain Partensky       | Écologie 78    | 2 937        | 4,21         |             |             |  |
|                | Louis Fusari          | Divers droite  | 1 452        | 2,08         |             |             |  |
|                | Marie-Louise Landucci | LO             | 778          | 1,11         |             |             |  |
|                | Jean-Claude Gioria    | UOPDP          | 654          | 0,94         |             |             |  |
|                | Paul Lupkins          | PSU (FA)       | 463          | 0,66         |             |             |  |
|                |                       |                |              |              |             |             |  |
| Inscrits       | Inscrits              | Inscrits       | 87 018       | 100,00       | 87 038      | 100,00      |  |
| Abstentions    | Abstentions           | Abstentions    | 15 921       | 18,3         | 13 824      | 15,88       |  |
| Votants        | Votants               | Votants        | 71 097       | 81,7         | 73 214      | 84,12       |  |
| Blancs et nuls | Blancs et nuls        | Blancs et nuls | 1 297        | 1,82         | 1 875       | 2,56        |  |
| Exprimés       | Exprimés              | Exprimés       | 69 800       | 98,18        | 71 339      | 97,44       |  |

#### Troisième circonscription (Ambérieu-en-Bugey)
| Candidat       | Candidat                            | Parti          | Premier tour | Premier tour | Second tour | Second tour |  |
| Candidat       | Candidat                            | Parti          | Voix         | %            | Voix        | %           |  |
| -------------- | ----------------------------------- | -------------- | ------------ | ------------ | ----------- | ----------- |  |
|                | Guy de La Verpillière sortant réélu | UDF (PR)       | 28 084       | 45,48        | 34 287      | 53,37       |  |
|                | Louis Lamarche                      | MRG            | 16 151       | 26,15        | 29 960      | 46,63       |  |
|                | Jean-Marie Lepézel                  | PCF            | 8 889        | 14,39        |             |             |  |
|                | Philippe Lebreton                   | Écologie 78    | 4 965        | 8,04         |             |             |  |
|                | Marie-José Sabin                    | LO             | 1 424        | 2,31         |             |             |  |
|                | Jean Bouchard                       | CNIP           | 1 413        | 2,29         |             |             |  |
|                | Michel Védie                        | PSU (FA)       | 830          | 1,34         |             |             |  |
|                |                                     |                |              |              |             |             |  |
| Inscrits       | Inscrits                            | Inscrits       | 77 029       | 100,00       | 77 032      | 100,00      |  |
| Abstentions    | Abstentions                         | Abstentions    | 14 153       | 18,37        | 11 643      | 15,11       |  |
| Votants        | Votants                             | Votants        | 62 876       | 81,63        | 65 389      | 84,89       |  |
| Blancs et nuls | Blancs et nuls                      | Blancs et nuls | 1 120        | 1,78         | 1 142       | 1,75        |  |
| Exprimés       | Exprimés                            | Exprimés       | 61 756       | 98,22        | 64 247      | 98,25       |  |